# Иван Варимезов
Иван Костадинов Варимезов е български оператор.

## Биография
Роден е в село Росеново на 29 юли 1942 г. Син е на известния майстор-гайдар Костадин Варимезов. Първоначално учи три години във ВИИ „Карл Маркс“, а след това се мести да учи българска филология в Софийския университет. Завършва операторско майсторство през 1977 г. във ВИТИЗ „Кръстьо Сарафов“. Заедно с режисьора Дочо Боджаков създават плодовит творчески тандем.

## Кратка филмография
- Английският съсед (4-сер. тв, 2011)
- Моето мъничко нищо (2007)
- Суфле д'аморе (тв, 2006)
- Патриархат (7-сер. тв, 2005)
- Следвай ме (тв, 2003)
- Прости нам (тв, 2002)
- Духът на баща ми (1998)
- Когато гръм удари (тв, 1995)
- Кръговрат (тв, 1993)
- Вампир (тв, 1991)
- Кладенецът (1991)
- Ти, който си на небето (1989)
- Вечери в Антимовския хан (2-сер. тв, 1988)
- Горски хора (тв, 1985)
- Есенно слънце (тв, 1982)
- Руският консул (2-сер. тв, 1981)